# Paul Karl Feyerabend
Paul Karl Feyerabend (13. ledna 1924 Vídeň – 11. února 1994 Genolier, Švýcarsko) byl původem rakouský filozof vědy a zakladatel epistemologického anarchismu. Feyerabend se stal známým díky svému anarchistickému pohledu na vědu a odmítání nutnosti existence univerzálního metodického pravidla. Byl vlivnou postavou ve filosofii vědy a v sociologii vědy.

## Životopis
Paul Feyerabend se narodil ve Vídni, kde také navštěvoval základní a střední školu. Po dokončení střední školy v dubnu 1942 byl odvelen do Pracovní fronty (Arbeitsdienst). Monotónní práce ho nebavila, proto se přihlásil do armádní školy pro důstojníky. Od prosince 1943 sloužil jako důstojník v severním úseku Východní fronty, kde také získal Železný kříž a byl povýšen na poručíka. Při ústupu byl zasažen třemi kulkami, z nichž jedna zasáhla páteř. Po zbytek války se z tohoto zranění zotavoval a musel pak až do smrti chodit o holi.
Po válce získal první práci na částečný úvazek v Apoldě, kde psal pro divadlo. Poté navštěvoval několik přednášek na Výmarské akademii. Vrátil se do Vídně, kde studoval historii a sociologii. Studium ho neuspokojovalo, proto přestoupil na studium fyziky. Zde se setkal s Felixem Ehrenhaftem, fyzikem, jehož experimenty ovlivnily Feyerabenda v jeho pohledu na podstatu vědy. Poté změnil své studijní zaměření na filozofii – zde obhájil diplomovou práci. V roce 1948 se poprvé zúčastnil mezinárodního letního semináře Rakouské sociologické společnosti v Alpbachu. Zde poprvé potkal Karla Poppera, který měl velký vliv na jeho pozdější práce – nejprve pozitivní, poté negativní. V roce 1951 získal díky British Council stipendium pro studium u Wittgensteina. Ten však zemřel ještě před Feyerabendovým příjezdem do Londýna. Feyerabend si místo něho vybral jako svého školitele Karla Poppera a zahájil studia na London School of Economics. Během této doby byl hodně ovlivněn Popperovými myšlenkami. Poté se vrátil do Vídně, kde přeložil do němčiny Popperovo dílo Otevřená společnost a její nepřátelé, napsal několik článků do encyklopedií a věnoval se vývoji humanitních věd v Rakousku.
V roce 1955 získal své první akademické místo na Bristolské univerzitě, kde přednášel o filozofii vědy. Později během života přednášel také v Berkeley, Aucklandu, Sussexu, na Yale, v Londýně a Berlíně. Během této doby rozvinul své kritické pohledy na vědu, které později nazval „anarchistické“ nebo „dadaistické“, aby ilustroval svůj nesouhlas s dogmatickým užíváním pravidel. Tato pozice nebyla shodná s tehdejším racionálním pojetím filozofie vědy. Na Londýnské škole ekonomie se setkal s dalším Popperovým studentem, Imre Lakatosem. Plánovali spolu napsat dialog s názvem „Rozprava proti metodě“, kde by Lakatos zastával racionální hledisko při pohledu na vědu a Feyerabend by na něj útočil. I přes nečekanou Lakatosovu smrt Feyerabend tuto publikaci napsal – jedná se především o kompilát z jeho předchozích článků. Tato publikace se stala známou kritikou tehdejšího filozofického pohledu na vědu a vyvolala mnoho reakcí. Důvodem mohl být také ohnivý a přímý způsob psaní, který nebyl u ostatních filozofů běžný. Po několika prvních velice negativních kritikách na tuto práci upadl Feyerabend do dlouholetých depresí. I přes to pokračoval až do smrti v hájení svých kontroverzních filozofických pozic. Dále přednášel na Berkeley a později také v Kasselu a Curychu. Po svém odchodu do důchodu dále publikoval velké množství článků a pracoval na své autobiografii. Zemřel v roce 1994 na komplikace způsobené mozkovým nádorem.

## Feyerabendovy myšlenky

### Povaha vědecké metody
V jeho knize Rozprava proti metodě a knize Science in a Free Society Feyerabend zastával názor zrušit metodická pravidla, kterými se vědci řídí. Měl námitky proti každé preskriptivní (nařízené) vědecké metodě, která svými pravidly, kterými se výzkum řídí, omezuje činnost vědců a tím i vědecký pokrok. Podle jeho názoru by vědě prospěla „dávka“ teoretického anarchismu. Věřil, že teoretický anarchismus by byl žádoucí, protože je lidštější, než systémové organizace, které vědcům ukládají přísná pravidla.
Feyerabendova pozice byla původně vnímána jako radikální filozofie vědy, protože naznačuje, že ani filozofie nemůže uspět v poskytování obecného popisu vědy. Dokonce ani při navržení způsobu, kterým by se daly odlišit přínos pro vědy od nevědeckých subjektů, jako např. mýty. (Pozice Feyerabenda také znamená, že filosofické směry by měly být ignorovány vědci, mají-li usilovat o pokrok.)
Na podporu svého stanoviska, že metodologická pravidla obecně nepřispívají k vědeckému úspěchu, Feyerabend ukazuje protipříklad, kdy (dobrá) věda pracuje v souladu s určitou stanovenou metodou. Vzal si některé příklady vědecké epochy, které jsou obecně považovány za nesporné příklady pokroku (např. Koperníkova revoluce) a ukazuje, že všechna obecně závazná pravidla vědy jsou za takovýchto okolností porušována. Navíc tvrdí, že uplatňování těchto předpisů v těchto historických situacích by umožnilo předcházet vědeckým revolucím.
Jedním z kritérií pro hodnocení vědecké teorie, na které Feyerabend útočí, je kritérium konzistence. Poukazuje na to, že trvat na tom, aby byla nová teorie v souladu se starými teoriemi, dává nesmyslnou výhodu teorii starší. Tento jakýsi logický bod, umožňující kompatibilitu se zaniklou starší teorií nezvětšuje ani platnost a ani pravdivost nové teorie, ale jen alternativně vysvětluje stejný obsah. Pokud by se tedy mělo vybrat mezi dvěma novými teoriemi se stejnou vypovídací schopností, vybrala by se ta, která je kompatibilní se starší a ověřenou teorií. Podobnost obou teorií (nové a staré) ji také dělá mnohem atraktivnější pro vědeckou komunitu, protože se nebudou muset snažit zbavit tolika vytvořených předsudků. Díky těmto důvodům ospravedlňuje Feyerabend „nesmyslnou výhodu“.
Feyerabend byl také kritický vůči Popperově falzifikaci. Tvrdil, že žádná pozoruhodná teorie není vždy v souladu se všemi relevantními fakty. To neumožňuje použít „naivní falsifikaci“ jako metodologické pravidlo, které říká, že vědecké teorie by měly být odmítnuty v případě, že nesouhlasí se známými fakty. Feyerabend netvrdí názor, že vědci nevyužívají „renormalizace“ principu nebo jiným neodvozují své teorie ad hoc. Ba naopak tvrdí, že jsou tyto metody nezbytné pro pokrok vědy z několika důvodů. Jedním z těchto důvodů je skutečnost, že pokrok ve vědě je nerovnoměrný. Například v době, kdy žil Galileo, optické teorie nemohly vysvětlit jevy, které byly pozorovány pomocí dalekohledů. Proto astronomové, kteří používali pozorování pomocí dalekohledů, museli použít pravidla ad hoc, dříve než si mohli osvojit předpoklady optických teorií.
Feyerabend byl kritický vůči jakémukoliv pravidlu, které mělo za cíl posoudit kvalitu vědeckých teorií srovnáním se známými fakty. Myslel si, že předchozí teorie by mohly ovlivnit přirozené výklady pozorovaných jevů. Vědci nutně implikují předpoklady při porovnání teorií se skutečností, které sledují. Tyto předpoklady je třeba pozměnit tak, aby mohla být nová teorie kompatibilní s pozorováním. Hlavní příklad o využívání pravidel při pozorování a výkladu dat, které později ovlivní zjištěné skutečnosti, uvedl Feyerabend „argument věže“. Argument věže je hlavní argument proti tomu, že se Země pohybuje. Aristotelikové provedli experiment, ve kterém hodili kámen z věže a ten dopadl na místo, které předem určili. Mysleli si, že pokud se Země skutečně pohybuje, bude kámen padat v úhlopříčném směru. Ale tím, že dopadl kámen na předem určené místo, si mysleli, že se Země nepohybuje. Využijeme-li antických metodologických pravidel o padajícím kamenu, pak se zdá teorie pohybu Koperníka jako falzifikována, protože předměty padají ve svislém směru. Takovéto pozorování vyžadovalo nový výklad, který bude kompatibilní s Koperníkovou teorií. Galileo byl schopen provést takovou změnu v povaze mezi impulsivním a relativním pohybem. Předtím, než se tyto teorie stanou klíčové, musel Galileo využít metodu ad hoc a pokračovat kontradikčně. Takže, ad hoc hypotézy vlastně mají pozitivní funkci: dočasně vytvoří novou teorii slučitelnou s fakty, až do doby, kdy teorie může být bráněna a podporována jinými (novými a podpůrnými) teoriemi.

### Anything goes
Podle Feyerabenda začaly být nové teorie přijaty ne proto, že jsou v souladu se svou vědeckou metodou, ale proto, že jejich zastánci využili nějakého triku – racionálního, rétorického, nebo nemorálního – s cílem pomoct jim v jejich počínání. Bez pevné ideologie, nebo zavedení náboženských tendencí existuje jen jediný přístup, který neomezuje pokrok a to je „anything goes“ – vše je dovoleno – z tohoto výrazu (nejde totiž o princip) se přezdívá Feyerabendovo pojetí vědy jako „metodologický anarchismus“.
Feyerabend zvažoval o možnost nesouměřitelnosti dvou teorií, ale váhal je aplikovat ve své koncepci. Byl kritický vůči pokusům zachytit nesouměřitelnost v logickém rámci, protože si myslel, že nesouměřitelnosti je fenomén mimo oblast logiky. Ve druhém dodatku ke knize Proti metodě, Feyerabend uvádí: „Nikdy jsem neřekl, …že nějaké dvě soupeřící teorie jsou nesouměřitelné ... To, co jsem řekl bylo to, že některé soupeřící teorie, jsou-li vykládány v určitém kontextu, nelze snadno srovnávat.“ Nesouměřitelnost se netýkala Feyerabenda výrazně, protože věřil, že i když teorie jsou souměřitelné, výsledek srovnání nemusí nutně vylučovat druhou teorii. Jinými slovy: když teorie jsou nesouměřitelné, ale nelze je vyloučit navzájem, mohou být teorie souměřitelné a nemohou se navzájem vyloučit. Proto posuzování (ne)souměřitelnosti, nemá v koncepci Feyerabenda velký význam.
Je třeba mít na paměti, že když se Feyerabend sám popsal jako „epistemologický anarchista“, výslovně se distancoval, že není „politický anarchista“, a tento pohled na Feyerabenda sdíleli i jiní autoři, kteří se zabývali anarchistickou kritikou vědy. Nicméně někteří autoři argumentovali, že politický anarchismus je mlčky zakotven ve Feyerabendově pojetí vědy a její aplikace ve společnosti.

### Úpadek fyzika – filozofa
Feyerabend kritizoval nedostatek filozofických znalostí u generace fyziků, která vznikla po druhé světové válce:
„Ústup od filosofie do vlastní 'profesní' ulity má za následek katastrofu. Mladší generace fyziků Feynman, Schwingers, atd. Mohou být přesnější; mohou být inteligentnější, než jejich předchůdci jako např. Bohr, Einstein, Schrödinger, Boltzmann, Mach a tak dále. Ale jsou necivilizovaní divoši, protože jim nedostává filozofické hloubky. A to je selhání stejné myšlenky profesionality, kterou nyní brání.“
Na druhou stranu, byl Feyerabend dost kritizován za zkreslování postupů, metod a cílů některých z výše uvedených vědců, zvláště hlavní díla Macha a Einsteina.

### Role vědy ve společnosti
Feyerabend popisoval vědu jako anarchistický podnik, který je posedlý svou vlastní mytologií, která si vytváří nároky na pravdivost (tj. co pravdivé je a co není) a považuje dokazatelnost pravdy jakou svou vlastní schopnost. Byl obzvláště rozhořčený arogantním postojem mnoha vědců k alternativním tradicím. Například tvrdil, že astrologie a efektivita tanců v dešti, nebyla nikdy ověřena vědeckým výzkumem, a odmítnut převážně negativním postojem vědců k takovýmto fenoménům, stejně jako fenomén elitářství nebo rasismu. Podle jeho názoru, se věda stala represivní (potlačující) ideologie, i když pravděpodobně začala jako osvobozující hnutí. Feyerabend si myslel, že veřejnost by měla být chráněna před ovlivněním vědou, stejně jako je chráněna od jiných ideologií.
Argumentuje tím, že historicky univerzální vědecká metoda neexistuje. Feyerabend tvrdí, že si věda nezaslouží své výsadní postavení v západní společnosti. Vzhledem k tomu, že vědecké názory nevyplývají z univerzální metody, která zaručuje vysokou kvalitu závěrů, myslel si, že neexistuje žádný důvod pro oceňování vědeckých znalostí před jinými ideologiemi, jako třeba náboženství. Feyerabend rovněž tvrdil, že vědecké úspěchy, jako například přistání na Měsíci, nejsou žádný přesvědčivý důvod dávat vědě zvláštní status. Dle jeho názoru, není spravedlivé používat vědecké předpoklady v otázce, které problémy jsou podstatné a stojí za to je řešit, za účelem hodnocení jiných ideologií. Navíc se úspěchu vědců tradičně podílí nevědecké prvky, jako je například inspirace z mytických a náboženských zdrojů.
Na těchto argumentech bránil názor, že věda by měla být oddělena od státu stejným způsobem, jako náboženství a stát v moderní sekulární společnosti. Představil pojem „svobodné společnosti“, v němž „všechny tradice mají stejná práva a rovné podmínky v přístupu k centrům moci“ (Science in a Free Society). Například rodiče by měli být schopni určit ideologický kontext vzdělání svých dětí, namísto toho, aby vědecké standardy určovali limit jejich vzdělání. Odmítl názor, že věda je především „racionální“ na základě toho, že neexistuje jediná společná „racionální“ složka, která spojuje všechny vědy, a přitom sama vylučuje jiné způsoby myšlení (Rozprava proti metodě).